# 築港出入口
築港出入口（ちっこうでいりぐち）は福岡県福岡市博多区築港本町にある福岡高速道路環状線の出入口。

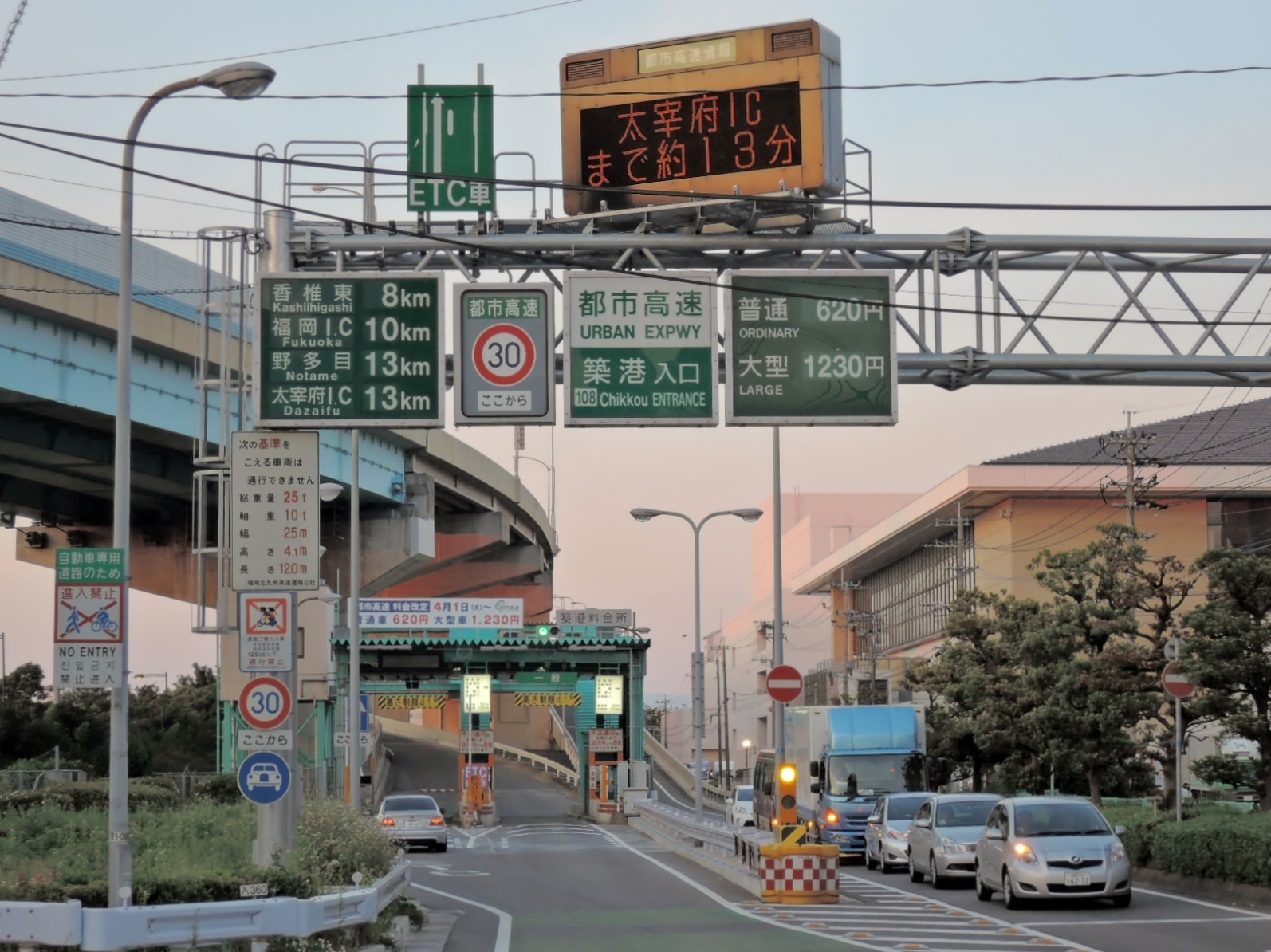
福岡高速道路環状線築港出入口。天神方面より香椎方面を撮影。左は香椎方面への入口。右は香椎方面からの出口。

## 周辺
- ベイサイドプレイス博多埠頭
- 博多ふ頭第2ターミナル
- 博多ポートタワー
- 中央ふ頭
- 博多港国際ターミナル（沖浜町14番1号）
- 中央ふ頭クルーズセンター（沖浜町24番25号）
- マリンメッセ福岡
- 福岡港湾合同庁舎
- 福岡国際センター
- 福岡サンパレス
- 福岡国際会議場
- 那の津通り
- 大博通り

## 料金所

### 香椎・水城方面
- ブース数：2
  - ETC専用：1
  - 一般：1

## 注意点
天神北出入口・福重JCT方面（西行き）へは行けない。同様に天神北出入口・福重JCT方面からは降りることができない。

## 隣
福岡高速環状線
(109)天神北出入口 - (108)築港出入口 - 千鳥橋JCT